# Ricardo Campos (político)
Ricardo Campos (Montes Claros), é um político brasileiro, filiado ao PT. Nas eleições de 2022, foi eleito deputado estadual por MG.